# Robert de Neuchèze
 (février 2015).
Si vous disposez d'ouvrages ou d'articles de référence ou si vous connaissez des sites web de qualité traitant du thème abordé ici, merci de compléter l'article en donnant les références utiles à sa vérifiabilité et en les liant à la section « Notes et références ».
Robert Jean Marie de Neuchèze, né à Paris le 31 mars 1904 et mort pour la France le 9 septembre 1944 à Étang-sur-Arroux (Saône-et-Loire), est un militaire et résistant français.

## Biographie

### Famille
Fils de Fernand de Neuchèze et de son épouse Jeanne Méalin, Robert appartient à la famille de Nuchèze (devenue Neuchèze), famille d'extraction chevaleresque dont est issu l'amiral François de Nuchèze.

### Bataille de France à la tête du1erGFC
Le 10 mai 1940 l’Allemagne envahit la Belgique et entre en France. Le 17 mai, le capitaine de Neuchèze reçoit l'ordre de former le 1er Groupe Franc motorisé de Cavalerie (GFC). Il rallie alors des troupes non enrôlées ou en pleine retraite pour constituer une unité de choc, les volontaires affluent et il doit même refuser des personnels. Neuchèze se retrouve alors à la tête de 154 hommes, son groupe est un amalgame d’unités motorisées disposant d’un matériel hétéroclite.
Le 22 mai, le 1er GFC reçoit pour mission la défense des ponts de la Seine, soit sept ponts en tout, sur un front large de 25 kilomètres et sans soutien. L'unité dirigée par Neuchèze compte désormais 188 hommes et des pièces anti-char légères. Jusqu’au 8 juin, il organise la défense des points dont il a la charge, fait miner les ponts, et retranche hommes et pièces.
Dans le même temps, le 1er GFC est chargé de missions de reconnaissance et de harcèlement dans la profondeur. Le 23 mai, le capitaine de Neuchèze avec quatre engins blindés se lance à la poursuite d’une troupe blindée repérée par la gendarmerie. Malgré ses faibles effectifs, il cherche à détruire les éléments ennemis qui refusent le combat. En une seule journée, le détachement parcourt ainsi 200 kilomètres dans la région de Cayeux-sur-Mer.
Le 27 mai, alors que son détachement reconnaît le hameau de Drancourt (Estrébœuf), son avant-garde est durement accrochée. Il se porte en avant afin de coordonner au mieux le mouvement de ses troupes. Lorsque le lieutenant Pitiot, chef de bord de son engin le plus en pointe, est pris sous le feu ennemi, Neuchèze à bord du second engin lui vient en aide en menant la riposte. Le feu ennemi tue son tireur, détruit les optiques de visée, et blesse son conducteur qui réussit néanmoins à se replier. Le capitaine de Neuchèze est également blessé. Après ce combat, il dénombre plus de neuf impacts d’obus de 37 mm sur le char dans lequel il se trouvait, désormais hors d'usage.
Il est transféré à l’hôpital où on lui ordonne un repos de quatre mois. Dix jours après sa blessure, le capitaine se sauve de l'hôpital avec une plaie encore ouverte pour reprendre le commandement du 1er GFC. En son absence, celui-ci a continué les combats mais les hommes souffrent du manque de sommeil. L’aviation allemande est omniprésente, harcelant sans relâche les hommes du capitaine de Neuchèze. Néanmoins, ceux-ci tentent de riposter, ainsi l’aspirant Perrin-Jassy parvient à abattre un bombardier à l’aide d’une mitrailleuse lourde.
L’action du GFC retarde l’avancée ennemie alors que le front français s’effondre. Le 17 juin, le groupe de Neuchèze, fort de 219 hommes et doté de mortiers de 81 mm, est mis à la disposition du colonel Michon, commandant l’École de Cavalerie de Saumur. Dans les combats pour la défense de la Loire, le rapport de force est estimé à un contre quarante en défaveur des Français, néanmoins le GFC continue le combat. Les engins blindés contre-attaquent les forces allemandes, perçant même les lignes ennemies à trois reprises. Les pelotons motorisés, patrouillent le long de la Loire et s’emploient, au prix de lourdes pertes, à repousser les offensives ennemies. Lorsque le repli est ordonné, le détachement blindé Foltz est pris à partie aux abords de Bressuire. Alors que le repli semble impossible, le char du maréchal des logis Rives se sacrifie pour permettre au reste du 1er GFC d’échapper à la destruction. Au total, le groupe a perdu 93 hommes ainsi que la majeure partie de ses chars, il a néanmoins pu sauver plus de cinq tonnes de munitions ainsi que le reste de son armement.
Pour ses faits d’armes lors de la campagne de France, le capitaine de Neuchèze est nommé chevalier de la Légion d'honneur.

### Résistance et évasion
L'armistice est signé le 22 juin 1940. Le 25 juin, le capitaine de Neuchèze parvient au sud de la ligne de démarcation avec les restes de son groupe et rejoint le 2e régiment de dragons à Auch auquel il est affecté. Il partage l'état d'esprit de son chef de corps, le lieutenant-colonel Schlesser, qui reçoit le commandement du régiment et, refusant la capitulation, veut préparer celui-ci à reprendre les armes. Schlesser fait même défiler son régiment dans Auch au son de Vous n’aurez pas l’Alsace et la Lorraine. Il confie au capitaine de Neuchèze la responsabilité du camouflage et de la dispersion de l'armement et du matériel du 2e RD. Ce dernier est également chargé de l'organisation de filières d'évasion vers l'Espagne, l'objectif final étant de progressivement faire passer le régiment en Afrique du Nord afin d'y reprendre la lutte. Le matériel sensible que l'armée française n'est plus en droit de détenir est enterré avant chaque visite des commissions d’armistice.
Le capitaine de Neuchèze tente de récupérer tout le matériel pouvant contribuer à la résistance. Un jour il pénètre par la ruse dans une ancienne caserne du régiment, alors occupée par les Allemands, pour y dérober des effets chauds et du matériel, et en sortant proclame au planton : « Merci de votre obligeance, nous reviendrons. ».
Neuchèze participe à la création et à l'unification de la résistance régionale. Il entre en contact avec l'Armée secrète et noue des liens avec les factions naissantes. Certains dragons du régiment rejoignent ainsi le corps franc pyrénéen et participeront à la libération du territoire aux ordres d'André Pommiès.
Lors de l'invasion de la zone libre en 1942, le régiment se prépare à combattre l'armée allemande, un détachement blindé est même envoyé au-devant de l'ennemi. Néanmoins, ordre est donné à l'armée de regagner ses casernes, casernes que les Allemands encerclent immédiatement. Ces derniers pénètrent même dans l'enceinte du régiment et se trouvent face à une troupe retranchée et prête à faire feu. Les Allemands exigent alors le rassemblement de tout l'armement et la dissolution du régiment. Le colonel Schlesser obtient un délai avant que les Allemands ne s'emparent de la caserne. Avant de quitter la caserne, le régiment en civil se rassemble une dernière fois le 29 novembre 1942. Les dragons, les uns après les autres, s'agenouillent devant l'étendard, en baisent les plis et prêtent le serment de « savoir donner leur vie pour que vive la France ». Le lendemain, lorsque les Allemands investissent la caserne, celle-ci est vide, matériel et armes ont été emportés. Le commandement allemand lance alors des avis de recherche à l'encontre de nombreux cadres du régiment.
Ces derniers, emmenés par le colonel Schlesser, passent en Afrique via l'Espagne et les filières d'évasions créées par le capitaine de Neuchèze, et une partie du régiment suit les officiers.
Neuchèze, un des rares officiers à être resté, entre en clandestinité. Sous le faux nom de Robert Clairville, il devient inspecteur adjoint des eaux et forêts. Cette couverture lui permet de sillonner la région et de garder le contact avec les groupes de combat disséminés un peu partout. La plupart de ses dragons sont en effet employés dans des chantiers forestiers et mènent des actions de résistance clandestine. Neuchèze devient alors une cible prioritaire des Allemands. Se sachant traqué, il tente de quitter la France par l'Espagne mais est trahi par un des passeurs. Il est alors arrêté dans la nuit du 14 juin 1943. Il est transféré à Compiègne, antichambre des camps de concentration. Durant le trajet, il réussit à faire passer ce billet à un cheminot membre de la Résistance : « Arrêté par la Gestapo. Moral excellent. Vive la France ! ». À son arrivée, il refuse de se mettre au garde-à-vous devant un de ses geôliers, arguant qu'« un officier français ne se met pas au garde-à-vous devant un sous-officier allemand », ce qui lui vaut d'être passé à tabac. Durant son incarcération, il est interrogé et torturé à plusieurs reprises.
Neuchèze décide de s'évader. Il analyse l'organisation générale du camp et les possibilités d'évasion. Sa première tentative prend la forme d'un tunnel de 40 m de long creusé à 4 m de profondeur avec d'autres détenus. Dénoncé par l'un des prisonniers, le tunnel est découvert mais Neuchèze ne s'y trouve pas lorsque les Allemands le détruisent. Il cherche alors un autre moyen d'évasion, et, convaincu que les murs d'un hôpital sont moins hauts que ceux d'une prison, il obtient, avec la complicité du médecin français du camp, une visite médicale au Val-de-Grâce. Il l'obtient le 13 août 1943, et demande alors à rencontrer plusieurs médecins, un dentiste, et observe ainsi les alentours. Il découvre que les mûrs de l'hôpital sont hauts et qu'il y a beaucoup d'Allemands. Néanmoins, alors qu'il patiente en salle d'attente, il saute par la fenêtre à 6 mètres de hauteur. Il atterrit dans la cour de l'hôpital, se débarrasse de son bracelet d’identification et quitte l'hôpital par l'entrée principale en saluant la sentinelle au passage. Neuchèze se réfugie chez sa sœur et des religieux lui confectionnent de faux papiers. 
Deux jours plus tard, il repart dans le Gers pour reprendre son travail. Tandis que le 2e régiment de dragons se reforme en Afrique du Nord, il apprend que le colonel Schlesser en réclame l'étendard. Robert de Neuchèze se rend à Toulouse pour récupérer le drapeau puis rejoint Marseille en train, drapé dans l'étoffe. Avec l'aide de la Résistance locale il embarque à bord du sous-marin l’Aréthuse, qui rallie Alger le 1er octobre 1943.
Le 11 novembre 1943, c'est Robert de Neuchèze, désormais promu chef d’escadrons, qui défile avec l'étendard à la tête de son régiment. L'étendard du 2e régiment de dragons est le seul à avoir été exfiltré de France et par conséquent le seul à arborer la médaille des évadés.

### Combats de la Libération
Le 30 août 1944, le 2e régiment de dragons débarque en Provence dans le golfe de Saint-Tropez, au Beauvallon. Le chef d’escadrons de Neuchèze est un des premiers à poser le pied sur la terre de France. Il y prend une poignée de terre qu'il va symboliquement déposer dans la main de son chef de corps. Le régiment participe aux combats de Provence et remonte le Rhône. Le régiment s'enrichit en hommes avec les renforts des FFI et, après trois années de séparations, se retrouvent les dragons restés en France et ceux ayant choisi l'exil.
Les combats pour la libération d'Autun sont âpres, le ravitaillement des chars pose problème. Le 9 septembre 1944, le chef de corps du 2e RD, le colonel Demetz, donne à Neuchèze la mission d'escorter un convoi de ravitaillement essentiel pour le régiment, dans un secteur où agissent de nombreuses unités allemandes. Il se met en route avec un peloton de trois chars M10 ainsi qu’une section de pionniers, renforcés par les compagnies FFI Grattard et Sehet du corps franc Pommiès. Le chef d’escadrons prend place à bord du char Notre Dame de Paris pour diriger le peloton dont les deux commandants ont été tués la veille. Après avoir mené à bien sa mission, il est alerté de la présence de forces ennemies au sud d'Autun, derrière la ligne de front. Neuchèze s'y dirige sans tarder afin de nettoyer le carrefour de Fontaine-la-Mère. À l’approche de ce carrefour, le combat s'engage et un de ses chefs d'engin tombe, abattu d'une balle dans la tête ; Neuchèze prend alors sa place. Il se dresse à plusieurs reprises en haut de son char pour observer la bataille et diriger ses hommes, et est lui-même mortellement touché à la tête par un tireur de précision. Robert de Neuchèze est ainsi mort pour la France le 9 septembre 1944 à Autun.

## Décorations
- Officier de la Légion d'honneur
- Croix de guerre 1939-1945 avec 3 citations, dont 2 à l'ordre de l'armée et 1 à l'ordre du corps d'armée
- Médaille de la Résistance française à titre posthume (décret du 31 mars 1947)
- Croix du combattant
- Médaille des évadés
- Insigne des blessés militaires

## Postérité
- La 201e promotion de l'École spéciale militaire de Saint-Cyr (2014-2017) porte le nom du chef d'escadrons de Neuchèze.
- L'étendard du 2e régiment de dragons que le chef d'escadrons de Neuchèze a fait évader ainsi que le casque qu'il portait lors de sa mort dans les combats d'Autun sont conservés au musée des Invalides à Paris[3].
- Une avenue à Autun a été baptisée de son nom[4].